# 彼得羅巴甫洛夫斯克圍城戰
彼得羅巴甫洛夫斯克圍城戰是克里米亚战争期间在堪察加半岛彼得罗巴甫洛夫斯克的一场战役，该战役发生于1854年8月30日至9月5日，据估计，俄罗斯的伤亡人数估计为115名士兵和水手死亡或重伤，而英国人遭受105人伤亡，法国人则有104人。最终，俄罗斯获得胜利。有两艘战舰，即1894年的彼得罗巴甫洛夫斯克号战列舰和1911年的彼得巴甫洛夫斯克号战舰以此次战役命名。